# Jagoda (imię)
Jagoda – imię żeńskie, powstałe jako zdrobnienie od Jagi; ta zaś stanowi formę zdrobniałą od Jadwigi lub Jagaty (← Agaty). Również obecnie Jagoda jest rozpoznawalnym zdrobnieniem od Jadwigi. Jagoda występowała jako antroponim w średniowieczu – zanotowana w 1423 roku – jednakże jako nazwa osobowa męska (Thomas Yagoda ... ciu(is) ... de Kazimiria).
Jagoda imieniny obchodzi razem z Jadwigą. Spotykana jest w obiegu również data 2 lipca, która związana jest z ludową nazwą święta Nawiedzenia Najświętszej Maryi Panny – „Matki Boskiej Jagodnej”. Obecnie święto to jest obchodzone nie 2 lipca, lecz 31 maja.
Wśród imion nadawanych nowo narodzonym dzieciom, Jagoda w 2009 r. zajmowała 42. miejsce w grupie imion żeńskich.

## Osoby o imieniu Jagoda
- Jagoda Gołek – polska szachistka
- Jagoda Pietruszkówna – polska aktorka
- Jagoda Stach – polska aktorka
- Jagoda Szelc  – polska reżyserka